# Yūko Tanaka
Yūko Tanaka (田中 裕子 Tanaka Yūko?, nacida el 29 de abril de 1955) es una actriz japonesa oriunda de la prefectura de Osaka. Ha ganado varios premios por su actuación a lo largo de su carrera, tanto por su participación en series de televisión como en películas. Es principalmente conocida por su rol en el drama televisivo Oshin, donde interpretó a la protagonista. También se ha desempeñado como seiyū, dándole voz a personajes de anime. Se graduó en la Universidad de Meiji.

## Vida y carrera

### Carrera temprana
A principios de su carrera en 1979, Tanaka tuvo un rol principal en el drama de la NHK Sister Ma (マー姉ちゃん Ma Nee-chan?)  y  también hizo la voz de Judy en la película de anime para la televisión "Papá piernas largas", basada en la novela de Jean Webster, el cual fue transmitido en octubre de 1979. Apareció en su primera película de cine en 1981, con el drama histórico Eijanaika y más tarde aquel año año protagonizó la película "Edo Porn", una biografía ficticia del artista Hokusai, conocido por sus pinturas Ukiyo-e. Tanaka obtuvo varios premios por su trabajo en estas dos películas, los cuales incluyeron Mejor actriz de reparto, y Novata del año de la Academia de Japón. También ganó el Blue Ribbon Award para la Mejor actriz de reparto, así como el Premio Hochi para la categoría de Mejor actriz de reparto. Tanaka Regresó al género del drama televisivo a finales de 1981 con la serie de la cadena TBS "Making Memories" sobre tres mujeres oficinistas que alcanzan los 25 años de edad. La serie también fue protagonizada por Masako Mori y Yūko Kotegawa, se transmitió desde septiembre a diciembre de 1981.
En mayo de 1982, protagonizó la película The Rape (ザ・レイプ Za reipu?) (dirigida por Yōichi Higashi), el papel le hizo ganar una nominación al premio para la Mejor actriz de la Academia de Japón. Más tarde aquel año, interpretó a "Keiko", el interés amoroso de Torajirō (Tora-san), en la comedia, "Tora-san, el Experto", parte de una larga serie de películas. A principios de 1983, interpretó el papel de una prostituta en el drama policial Amagi Pass (天城越え Amagi goe?) con Tsunehiko Watase. El crítico Kevin Thomas de Los Angeles Times llamó a Tanaka "Tan hermosa y talentosa" que la película "se convierte en algo extraordinario." Por su papel en la película  ganó los premios Blue Ribbon Award y el premio Kinema Junpo a la Mejor Actriz.

### OshinY después
Como parte de la celebración de su 30.º aniversario, en 1983, la cadena de televisión japonesa NHK estrenó una nueva novela de televisión titulada Oshin (おしん?). La serie narra la historia de una chica campesina de nombre Oshin, nacida en el año 1900 en el seno de un familia de campesinos arrendatarios de Yamagata, quién soporta la pobreza y la desventura en el Japón de la primera mitad del siglo XX,  pero que más tarde en su vida encuentra el éxito y la felicidad luego de una sacrificada vida de trabajo a través de la historia reciente de Japón, tras de la reconstrucción del país después de la Segunda Guerra Mundial . El papel de Oshin pequeña fue interpretado por Ayako Kobayashi mientras que Tanaka se encargó de interpretar a la Oshin adolescente y adulta. La serie duró casi 300 episodios de quince minutos, los cuales fueron transmitidos desde abril de 1983 a marzo de 1984. Su índice de rating (62.9%) la hizo "la teleserie más popular en historia de la televisión japonesa". La serie también se hizo popular fuera de Japón y Tanaka se hizo conocida mundialmente.
Después del éxito de Oshin, Tanaka regresó a los largometrajes, protagonizando la comedia "Capone Cries a Lot" la cual fue distribuida por Shochiku en febrero de 1985. En agosto de 1985 participó en el drama Yasha (夜叉 Yasha?). Tanaka Recibió una nominación para el premio a la mejor actriz de reparto de la Academia de Japón por las dos películas.
Los próximos diez años, Tanaka trabajó mayoritariamente en series de televisión, apareciendo en al menos una docena de películas para televisión y en la aclamada serie histórica sobre la Restauración Meiji de la cadena NHK Tobu ga Gotoku (翔ぶが如く Tobu ga Gotoku?) la cua tuvo una duración de 48 episodios desde enero a diciembre de1990. Durante este periodo, Tanaka también aparecido en dos películas, una de ellas en julio de1987, el drama sentimental sobre un profesor, Children on the Island aka 24 Eyes (二十四の瞳 Nijuyon no Hitomi?). Kevin Thomas de El Times de Los Ángeles llamó su trabajo "exquisito en su interpretación". En mayo de 1988, Tanaka protagonizó con el rol de Kino (Catherine en la novela) la película Wuthering Heights, del director Yoshishige Yoshida, adaptación de la clásica novela de Emily Brontë la cual transcurre en el Japón medieval.

## Vida personal
Tanaka conoció al cantante y actor Kenji Sawada vocalista de la banda de rock "The tigers", cuando ambos trabajaron en la película "Tora-san, el Experto", juntos trabajaron también  en la película de 1985 "Capone Cries a Lot". Sawada durante ese tiempo estaba casado con la cantante Emi Īa del dúo de J-pop "The Peanuts", pero se separaron en 1986. Tanaka Y Sawada se casaron en noviembre de 1989.

## Carrera tardía
Cuándo el director Yōji Yamada reelaboró un guion de su popular "Otoko wa Tsurai yo" una serie de películas después del fin de "Tora-san", Tanaka, quién había ya trabajado con Yamada  en "Tora-san, el Experto", fue escogida para interpretar el papel  del interés amoroso de un productor de cine (Toshiyuki Nishida). Más tarde en julio de 1997, Tanaka proporcionó su voz para el personaje de "Lady Eboshi" en la película de anime del Studio Ghibli La princesa Mononoke
Durante de la década del 2000 Tanaka continuó actuando en ambos géneros; películas y series de televisión, que incluyeron el rol protagónico en 2001 junto a Ken Takakura en el drama de Yasuo Furuhata The Firefly (ホタル Hotaru?)  sobre familias japonesas después de la Segunda Guerra Mundial. La película recibió 12 nominaciones a premios de la Academia de Japón, entre las cuales se destaca una nominación a la Mejor Actriz para Tanaka. En enero de 2005 en la película Hibi (火火?) Tanaka interpretó a la artista real de cerámica Kiyoko Koyama. Cuándo su hijo estuvo diagnosticado con leucemia, Kiyoko trabajó para formar el grupo de pacientes trasplantados de médula ósea, y fue vital en la formación del Programa de Donante de Médula de Japón (JMDP). La película estuvo dirigida por Banmei Takahashi quién es conocido por  su trabajo temprano en pink film. La película hizo a Tanaka ganar tanto el Premio Hochi como el Premio Kinema Jumpo para la Mejor Actriz.
El próximo papael de Tanaka fue el de una mujer solitaria quién se vuelve a encontrar con un viejo amor mientras trabaja repartiendo leche, en el drama romántico de julio de 2005 The Milkwoman (いつか読書する日 Itsuka dokusho suruhi?). En 2006 ganó el premio a la mejor actriz por esta película y Hibi. Ese mismo año proporcionó su voz para el personaje de "el brujo Cob" (クモ) en la película de anime Cuentos de Terramar, también del Studio Ghibli.
Tanaka Regresó a las series de televisión protagonizando como la Emperatriz Dowager Cixi en la obra histórica de la NHK The Pleiades (蒼穹の昴 Sokyu no Subaru?). La producción sino-japonesa  contó con 28 episodios y se transmitió en Japón de enero a julio de 2010 y en China desde marzo de 2010. Ambas transmisiones recibieron buenos iíndices de audiencia. Tanaka volvió  reunirse con su coestrella de "Tora-san" Ken Takakura en la película de Yasuo Furuhata "Anata e" en agosto de 2012. El siguiente año, en agosto del 2013 interpretó el rol de la madre de Keisuke Kinoshita  en "Dawn of a filmaker: The Keisuke Kinoshita story", un drama basado en la vida del famoso director de cine japonés.También interpretó un rol principal en la película de Shinji Aoyama The Backwater (共喰い Tomogui?) (, ) en septiembre de 2013.

## Filmografía

### Películas
| Año  | Título                                                 | Papel             | Director           | Notas              | Ref(s) |
| ---- | ------------------------------------------------------ | ----------------- | ------------------ | ------------------ | ------ |
| 1981 | Eijanaika                                              | Omatsu            | Shohei Imamura     |                    |        |
| 1981 | Edo Porn                                               | Oei               | Kaneto Shindo      |                    |        |
| 1982 | The Rape                                               | Michiko Yahagi    | Yōichi Higashi     | Papel protagónicol |        |
| 1982 | Tora-san, el Experto                                   |                   | Yoji Yamada        |                    |        |
| 1983 | Amagi Pass                                             | Hana Ōtsuka       | Haruhiko Mimura    | Papel protagónicol |        |
| 1985 | Capone Cries a Lot                                     |                   | Seijun Suzuki      | Papel protagónico  |        |
| 1985 | Yasha                                                  | Keiko             | Yasuo Furuhata     |                    |        |
| 1987 | Niños en la Isla                                       |                   | Yoshitaka Asama    | Papel protagónico  |        |
| 1988 | Wuthering Alturas                                      | Kinu              | Yoshishige Yoshida | Papel protagónico  |        |
| 1996 | Niji wo Tsukamu Otoko                                  | Yaeko             | Yoji Yamada        |                    |        |
| 1997 | La princesa Mononoke                                   | Lady Eboshi (voz) | Hayao Miyazaki     |                    |        |
| 1999 | Historia de Osaka                                      | Harumi            | Jun Ichikawa       |                    |        |
| 1999 | Ojuken                                                 |                   | Yōjirō Takita      |                    |        |
| 2000 | Zawa-zawa Shimokita-zawa                               |                   | Jun Ichikawa       |                    |        |
| 2001 | The Firefly                                            |                   | Yasuo Furuhata     |                    |        |
| 2002 | Pi-Pi kyodai                                           |                   | Yoshiyasu Fujita   |                    |        |
| 2005 | Hibi                                                   | Kiyoko Kōyama     | Banmei Takahashi   | Papel protagónico  |        |
| 2005 | El Bosque Enterrado                                    |                   | Kōhei Oguri        |                    |        |
| 2005 | The Milkwoman                                          | Minako Ōba        | Akira Ogata        | Papel protagónico  |        |
| 2006 | Cuentos de Terramar                                    | Cob (Voz)         | Gorō Miyazaki      |                    |        |
| 2008 | El Homeless Estudiante                                 | Michiyo Kawai     | Hideo Jojo         |                    |        |
| 2010 | Haru Viaje                                             |                   | Masahiro Kobayashi |                    |        |
| 2012 | Más querido                                            |                   | Yasuo Furuhata     |                    |        |
| 2013 | Alborea de un Filmmaker: El Keisuke Kinoshita Historia | Tama Kinoshita    | Keiichi Hara       |                    |        |
| 2013 | El Backwater                                           |                   | Shinji Aoyama      |                    |        |
| 2014 | Patria                                                 | Tomiko            | Nao Kubota         |                    |        |
| 2015 | Medianoche Diner                                       | Machiko           | Joji Matsuoka      |                    |        |
| 2019 | La Isla de Gatos                                       | Yoshie            | Mitsuaki Iwagō     |                    |        |
| 2019 | Una Noche                                              | Koharu            | Kazuya Shiraishi   |                    | [ 29 ] |
| 2020 | Ora, Ora Ser Goin' Sólo                                | Momoko            | Shūichi Okita      | Papel protagónico  |        |
| 2021 | Regalo de Fuego                                        |                   |                    |                    |        |

### Series de Televisión
| Año       | Título                         | Papel                | Cadena | Notas                      | Ref(s) |
| --------- | ------------------------------ | -------------------- | ------ | -------------------------- | ------ |
| 1981      | Omoide Zukuri                  | Kaori                | TBS    |                            |        |
| 1983–1984 | Oshin (adolescente y adulta)   | Oshin                | NHK    | Papel protagónico, Asadora |        |
| 1990      | Tobu ga Gotoku                 | Saigō Ito            | NHK    | Taiga drama                |        |
| 2008      | Bōshi                          |                      | NHK    |                            |        |
| 2010      | Mother                         | Hana Mochizuki       | NTV    |                            |        |
| 2010      | The Firmament of the Pleiades  | Empress Dowager Cixi | NHK    | Papel protgónico           |        |
| 2013      | Woman: My Life for My Children | Sachi Uesugi         | NTV    |                            |        |
| 2015      | Mare                           | Fumi Okesaku         | NHK    | Asadora                    |        |
| 2016      | Kono Machi no Inochi ni        | Ayako                | Wowow  | Película de televisión     |        |
| 2017      | Ties: A Miraculous Colt        | Kayoko Matsushita    | NHK    | Película de televisión     |        |
| 2018      | Anone                          | Anone Hayashida      | NTV    |                            |        |
| 2019      | Natsuzora                      | Hideko Takahashi     | NHK    | Asadora                    |        |
| 2020      | Taiyō no Ko                    |                      | NHK    | Película de televisión     | [ 30 ] |

## Honores
- Medalla Purple Ribbon (2010) - Medalla al mérito entregada por el gobierno de Japón a individuos que contribuyen al desarrollo académico y artístico.